# Ashima Shiraishi

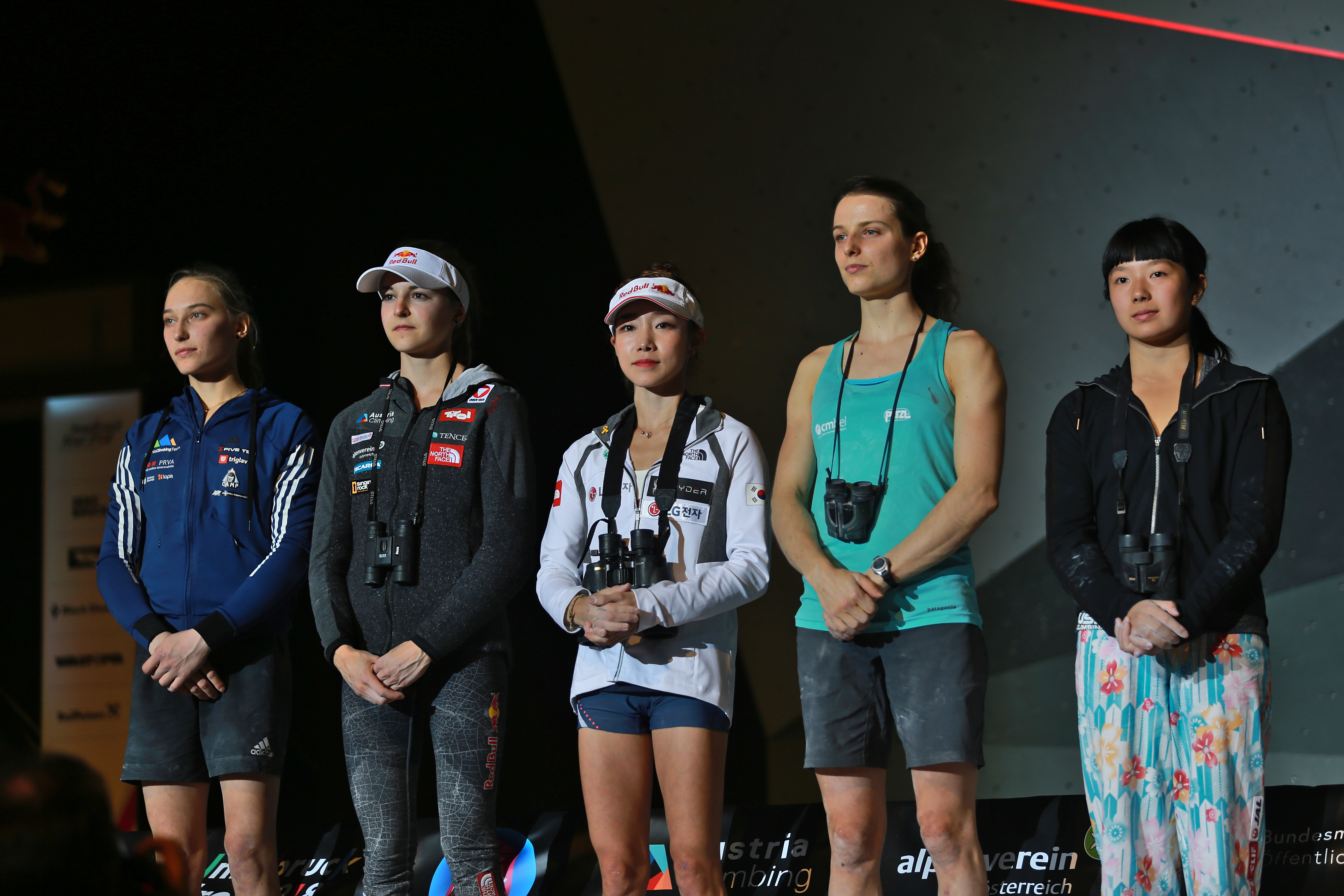
MŚ 2018 Innsbruck. Pierwsza z prawej Ashima Shiraishi, finalistki w prowadzeniu.

Ashima Shiraishi (ur. 3 kwietnia 2001 w Nowym Jorku) – amerykańska wspinaczka sportowa. Specjalizuje się w boulderingu oraz w prowadzeniu. Mistrzyni Ameryki w konkurencji prowadzenia z 2018, a w boulderingu została wicemistrzynią. 

## Kariera
W 2018 na mistrzostwach Ameryki w ekwadorskim Guayaquil wywalczyła złoty medal we wspinaczce sportowej w konkurencji prowadzenia, a w konkurencji boulderingu zdobyła medal srebrny.
W 2019 roku w Tuluzie na światowych kwalifikacjach do igrzysk olimpijskich zajęła dopiero dwudzieste drugie miejsce, które nie zapewniało awansu (kwalifikacji) na IO 2020 w Tokio.
Uczestniczka, prestiżowych zawodów wspinaczkowych Rock Master we włoskim Arco, gdzie w roku 2017 zajęła 5. miejsce w prowadzeniu.

## Osiągnięcia

### Mistrzostwa świata
| Konkurencje       | 2018 | 2019 |
| Bouldering        | 27   | 29   |
| Prowadzenie       | 5    | 28   |
| Wspinaczka łączna | 13   | 44   |

### Mistrzostwa Ameryki
| Konkurencje | 2018 | 2020 |
| Bouldering  | 2    |      |
| Prowadzenie | 1    |      |

### Rock Master
| Konkurencje | 2017 |
| Prowadzenie | 5    |
| Duel        | 8    |